# TV.com
TV.com е онлайн база от данни с информация за телевизионни програми, излъчвани в САЩ, Канада, Обединеното Кралство, Австралия, Ирландия и Япония. Уеб-сайтът излъчва също така и новини. Собственост е на CNET от 2005 г.
Уеб-сайтът е също така известен със своите софтуерни бъгове, именно една която блокира акаунтите на потребители поради неизвестни причини, което прави невъзможно за потребителите на Tv.com да се вписват.